# Rashad Fenton
Rashad Fenton (Miami, 17 febbraio 1997) è un giocatore di football americano statunitense che milita nel ruolo di cornerback per gli Arizona Cardinals della National Football League (NFL).

## Carriera

### Kansas City Chiefs
Fenton fu scelto dai Kansas City Chiefs nel corso del sesto giro (201º assoluto) del Draft NFL 2019. Nella settimana 11 contro i Los Angeles Chargers nel Monday Night Football fece registrare il suo primo intercetto ai danni di Philip Rivers nella vittoria per 24–17. Nella settimana 13 contro gli Oakland Raiders, Fenton forzò un fumble durante un ritorno di kickoff di Trevor Davis che fu recuperato dal compagno Dorian O'Daniel nella vittoria per 40–9. La sua stagione regolare si chiuse con 15 tackle in 12 presenze, nessuna delle quali come titolare. Il 2 febbraio 2020 scese in campo nel Super Bowl LIV contro i San Francisco 49ers che i Chiefs vinsero per 31-20, conquistando il primo titolo dopo cinquant'anni. Nella finalissima mise a segno un tackle.
Nella finale della AFC dei playoff 2020-2021 Fenton mise a segno un intercetto su Josh Allen ritornandolo per 30 yard nella vittoria sui Buffalo Bills che qualificò i Chiefs al secondo Super Bowl consecutivo.

### Atlanta Falcons
Il 1º novembre 2022 Fenton fu scambiato con gli Atlanta Falcons per una scelta del settimo giro del Draft NFL 2023.

### Arizona Cardinals
Il 30 marzo 2023 Fenton firmò con gli Arizona Cardinals. Il 14 agosto 2023 fu inserito in lista infortunati.

## Palmarès
- Super Bowl : 1

Kansas City Chiefs: LIV
- American Football Conference Championship: 2

Kansas City Chiefs: 2019, 2020